# صد رنگ رنگ
صد رنگ رنگ نام یک آلبوم موسیقی اثر  ارشد طهماسبی، هنرمند ایرانی است که در سبک  سنتی تهیه شده و دارای ۳۷ آهنگ است این آلبوم دونوازی تار و تنبک است و به نوازندگی ارشد طهماسبی اجرا شده.

## فهرست آهنگ‌ها
| ردیف | آهنگ                |
| ۱    | ابوعطا محجوبی       |
| ۲    | ابوعطا شهنازی       |
| ۳    | افشاری بیگجه‌خانی ۲  |
| ۴    | افشاری بیگجه‌خانی    |
| ۵    | افشاری معروفی       |
| ۶    | افشاری صبا          |
| ۷    | افشاری شهنازی ۳     |
| ۸    | افشاری شهنازی       |
| ۹    | افشاری وزیری ۲      |
| ۱۰   | بیات ترک منصوری     |
| ۱۱   | بیات ترک شهنازی     |
| ۱۲   | چهارگاه خالدی       |
| ۱۳   | چهارگاه محجوبی      |
| ۱۴   | چهارگاه شهنازی      |
| ۱۵   | دشتی آقا حسین‌قلی    |
| ۱۶   | دشتی بیگجه‌خانی      |
| ۱۷   | دشتی معروفی ۲       |
| ۱۸   | دشتی معروفی ۳       |
| ۱۹   | دشتی معروفی         |
| ۲۰   | دشتی سمایی          |
| ۲۱   | دشتی شهنازی         |
| ۲۲   | اصفهان خالقی        |
| ۲۳   | اصفهان شهنازی       |
| ۲۴   | همایون بیگجه‌خانی    |
| ۲۵   | همایون شهنازی       |
| ۲۶   | ماهور برومند        |
| ۲۷   | ماهور درویش خان     |
| ۲۸   | ماهور شهنازی        |
| ۲۹   | ماهور وزیری         |
| ۳۰   | راست پنجگاه علیزاده |
| ۳۱   | راست پنجگاه طهماسبی |
| ۳۲   | سه‌گاه مختاری ۲      |
| ۳۳   | سه‌گاه مختاری        |
| ۳۴   | سه‌گاه شهنازی        |
| ۳۵   | سه‌گاه وزیری ۲       |
| ۳۶   | شور شهنازی          |
| ۳۶   | دستگاه همایون       |